# Діяльність ОУН та УПА на Полтавщині
Відчуваючи наближення війни ОУН(Р) почала створювати «похідні групи» що, мали б утворити на території України органи самоврядування на місцях, а потім органічно влитись до влади України, яка мала б стати незалежною.
Керівний орган ОУН, що знаходився у Києві до осені 1941 року, охоплював в тому числі й Полтавську область. Членами похідних груп були колишні революціонери, які намагались побудувати незалежність у 1917—1919 роках.
У Полтаві осередками підпілля стали міська управа (яку в вересні 1941 — березні 1942 рр. очолював Федір Борківський), яка діяла в умовах німецької окупації, Полтавська управа Українського Червоного Хреста, окремі общини Української Автокефальної Православної Церкви. Члени похідних груп влаштовувалися на роботу до ЗМІ, в органи влади, у німецькі штаби, театри, школи, поліцію, утворюючи потужну інформаційну та агітаційну мережу.
Невдоволення колгоспами, пам'ять голодоморів та жахи окупації на Полтавщині забезпечили підпілля свіжими кадрами, які бажали боротися проти СРСР та проти окупанта — Німеччини. Нелегально видавався журнал «Сурма», «Україна в боротьбі», книга «Симон Петлюра».
ОУНівці опікувались радянськими військовополоненими місцевих концтаборів (через Червоний Хрест).
1942 року Полтавщина була включена до рейхскомісаріату «Україна», після чого ОУНівці потрапили під терор гестапо. Користуючись посадами у владі, перших ув'язнених вдавалося звільняти, але потім зловлених підпільників розстрілювали на цвинтарях без суду одразу.
Активні бої чи диверсійні акції полтавці-ОУНівці тут не вели. Готові військові кадри здебільшого відправлялись на Захід, де вели бойові дії у лавах УПА. У кінці 1942 року підпілля ОУН мало тісні зв'язки із групою радянських підпільників «Набат», проте злиття різних за політичною орієнтацією підпіль не відбулось.
Після звільнення Полтавщини від німців підпілля потрапило під червоний терор.
В 1944 році частина підпільників втекла з області, поповнивши УПА. А ті що залишилися і не були знищені розчинилися в області.